# Unirea (Alba)
Unirea (anciennement : Vințu de Sus, en hongrois : Felvinc ou Aranyosvinc, en allemand : Oberwinz ou Ober-Weinsdorf, anciennement en allemand : Felsö-Vintz) est une commune du județ d'Alba, Roumanie qui compte 4 796 habitants.
La commune est composée de six villages : Ciugudu de Jos, Ciugudu de Sus, Dumbrava, Inoc, Măhăceni et Unirea.
Le village d'Unirea actuel est issu d'une fusion avec un ancien village appelé Vereșmart.

## Démographie
D'après le recensement de 2011, la commune compte 4 796 habitants, en forte baisse par rapport au recensement de 2002 où elle en comptait 5 506.
Lors de ce recensement de 2011, 69,27 % de la population se déclare roumaine, 14,93 % de la population se déclare rom, 10,43 % de la population se déclare magyare (5,3 % ne déclare pas d'appartenance ethnique).

## Politique
| Période                                  | Période  | Identité      | Étiquette | Qualité |
| ---------------------------------------- | -------- | ------------- | --------- | ------- |
| Les données manquantes sont à compléter. |          |               |           |         |
| 2012                                     | En cours | Gheorghe Alba | PNL       |         |

| Parti | Parti                                      | Sièges |
| ----- | ------------------------------------------ | ------ |
|       | Parti national libéral (PNL)               | 9      |
|       | Parti social-démocrate (PSD)               | 3      |
|       | Union démocrate magyare de Roumanie (UDMR) | 2      |
|       | Candidat indépendant                       | 1      |

## Galerie
|                        |
| Unirea au XIXe siècle. |

|                            |
| Église orthodoxe à Unirea. |

|                   |
| Mairie de Unirea. |